# Adaptação (biologia)
As adaptações que os diversos organismos vivos possuem são um aspecto central no estudo da biologia. Todas as características que adequam os seus possuidores a algo, geralmente, são ditas adaptativas e permitem que os seres vivos desenvolvam uma certa harmonia com o ambiente, ajustando-se, assim, para a sua sobrevivência num determinado local.

## Histórico

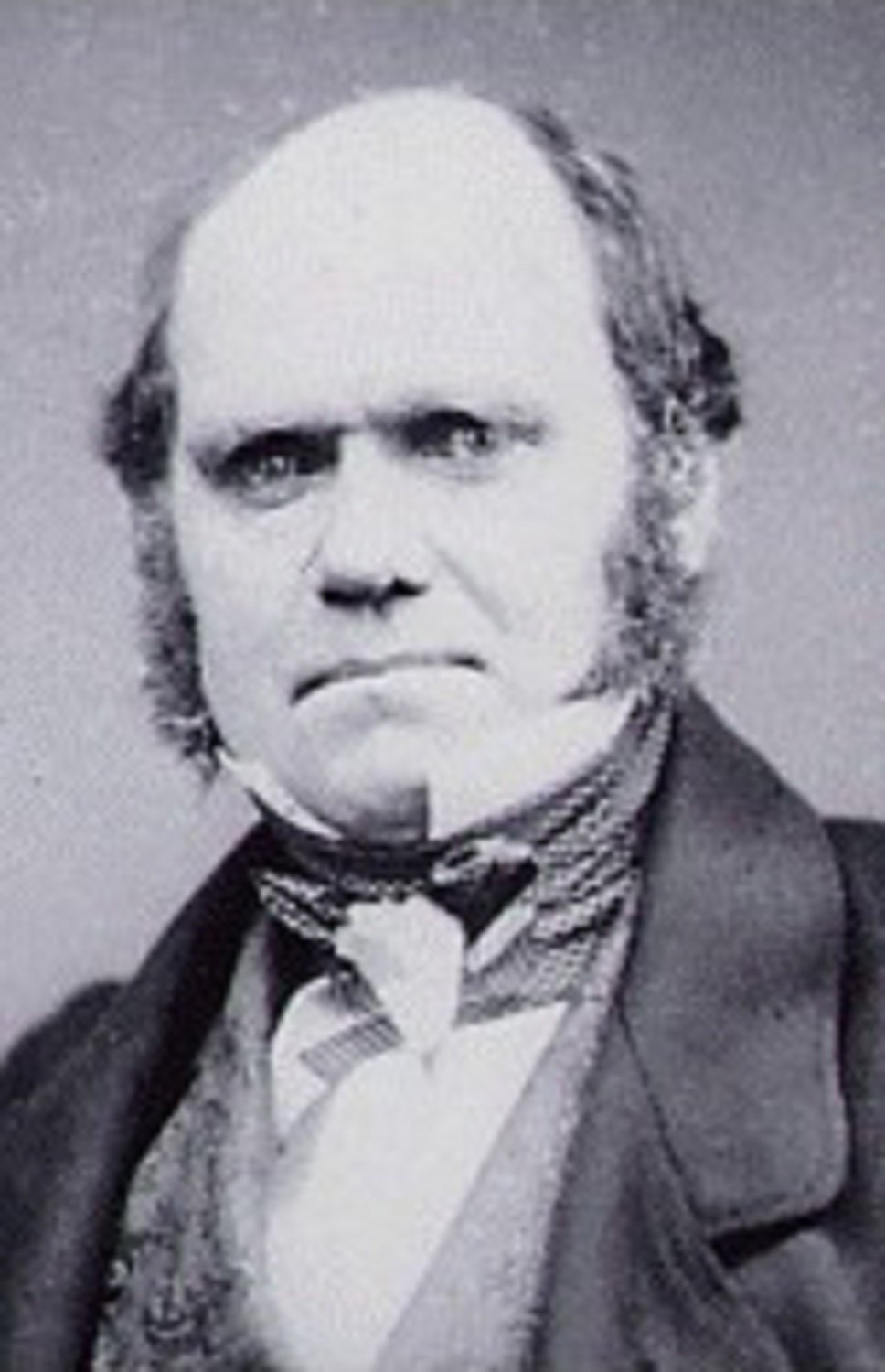
Charles Darwin, em 1854.

A adaptação é um conceito de grande importância para a biologia evolutiva, cujo marco histórico inicial ocorreu em 1859, com a publicação do livro “A Origem das Espécies”(On the Origin of Species), do naturalista Charles Darwin (1809-1882). Para Darwin, a problemática central que qualquer teoria evolutiva deveria explicar era a adaptação. Em sua teoria sobre evolução, esse problema era solucionado por ação de uma força evolutiva que ele próprio chamou de seleção natural. Entretanto, a adaptação não foi um conceito introduzido por Darwin, o assunto já vinha sendo discutido há décadas por filósofos e por outros naturalistas, muito antes das ideias darwinistas sobre a evolução das espécies e o processo de seleção natural serem apresentadas à comunidade científica.
Assim, desde o tempo dos antigos filósofos gregos, o conhecimento de que os seres vivos estavam adaptados ao ambiente em que vivem era um fato incontestável. A discussão entre vários pensadores não se baseava na existência, mas sim, na origem da adaptação. Alguns filósofos, anteriores a Darwin, até mesmo chegaram a especular que as espécies passavam por transformações, porém eles não desenvolveram explicações para essa observação.

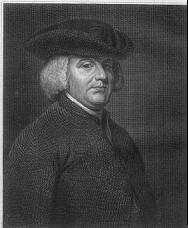
William Paley.

A partir do século XVIII até a época de Darwin, a adaptação foi explicada pela visão criacionista da teologia natural, uma escola de pensamento de grande influência nesse período. Os teólogos naturais, como o pensador William Paley (1743-1805), explicavam as adaptações e as outras propriedades da natureza através da teologia. Assim, o mundo e os seres nele viventes teriam sido planejados e criados por ação direta de Deus, que, ao criar também todas as adaptações, adequou todos os indivíduos aos diferentes ambientes, tornando-os tão bem-ajustados ao seu modo de vida.
Além das ideias de Darwin e da teologia natural, outros pensamentos evolutivos também tentaram explicar as adaptações. Um deles foi o “lamarckismo” que propôs a teoria da herança de caracteres adquiridos. Para Lamarck (1744-1829) a adaptação era gerada de modo automático, por meio do processo hereditário que passava os caracteres adquiridos dos progenitores à sua prole. As teorias de variação dirigida ou “mutação dirigida” (que incluem a teoria proposta por Lamarck) também sugeriam que a adaptação era uma consequência do mecanismo hereditário, responsável por produzir mutações planejadas - também denominadas de mutações dirigidas - isto é, por alguma razão desconhecida essas mudanças ocorreriam e novas características seriam originadas. Assim, a prole gerada seria cada vez mais diferente dos pais, o que levaria a diferentes adaptações.

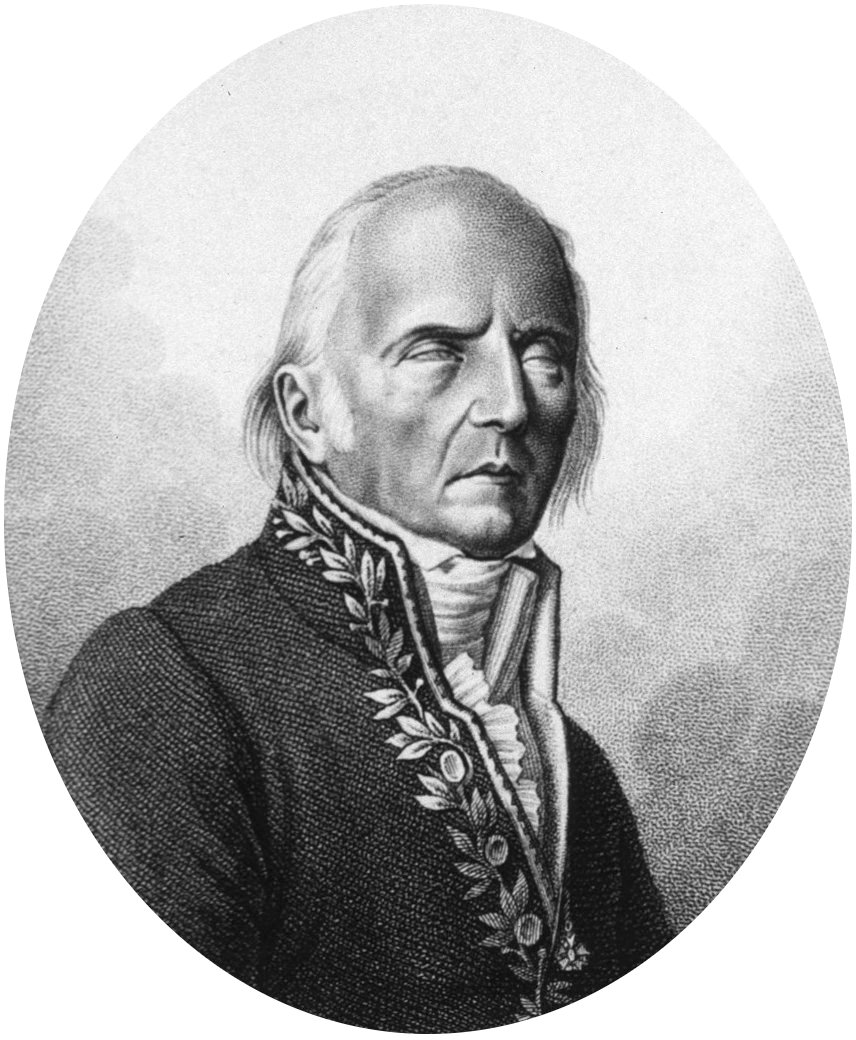
Lamarck.

Em resumo, ao longo da história evolutiva, diferentes pensamentos tiveram o intuito de explicar as adaptações. Darwin propôs a seleção natural para explicar a origem das adaptações; os teólogos naturais acreditavam que Deus havia criado todas as coisas já muito bem-adaptadas; Lamarck sugeriu que as adaptações eram derivadas dos caracteres adquiridos, passados de pais para filhos e para os defensores das teorias de mutações dirigidas (que inclui o próprio “lamarckismo”) as adaptações surgiam porque um fator desconhecido agia no mecanismo hereditário, gerando novas características.

## Conceito
Uma adaptação é qualquer característica ou comportamento natural evoluído que torna algum organismo capacitado a sobreviver e a se reproduzir em seu respectivo habitat.
Como regra geral, essas adaptações são resultados do processo de seleção natural ao longo de várias gerações seguidas de mudanças, devido a diferentes níveis de aptidão (ou valores adaptativos) conferidos por variações genotípicas aleatórias em algum caractere, sendo tais variações herdáveis. Desse modo, a seleção natural irá agir favorecendo o indivíduo que apresente maior aptidão.

## Tipos de adaptações
As mais variadas adaptações existentes na natureza podem ser classificadas, de modo simplificado, como adaptações anatômicas, adaptações fisiológicas ou adaptações comportamentais.

### Adaptações Fisiológicas (Aclimatização)
As "adaptações" que um indivíduo sofre durante seu período de vida e que estão associadas ao funcionamento do organismo, em resposta as variáveis do ambiente - como, por exemplo, o desenvolvimento de maior capacidade pulmonar em pessoas que se mudam para regiões montanhosas onde há menos oxigênio – são adaptações ditas fisiológicas; como essas características não são transmitidas à descendência, chamam-se mais propriamente aclimatizações (em situações naturais, ou aclimatações, em situações de laboratório), nas quais ocorre um ajuste fenotípico do organismo vivo ao seu ambiente. A habilidade para aclimatizar é uma adaptação, mas não a aclimatização em si.

### Adaptações Anatômicas

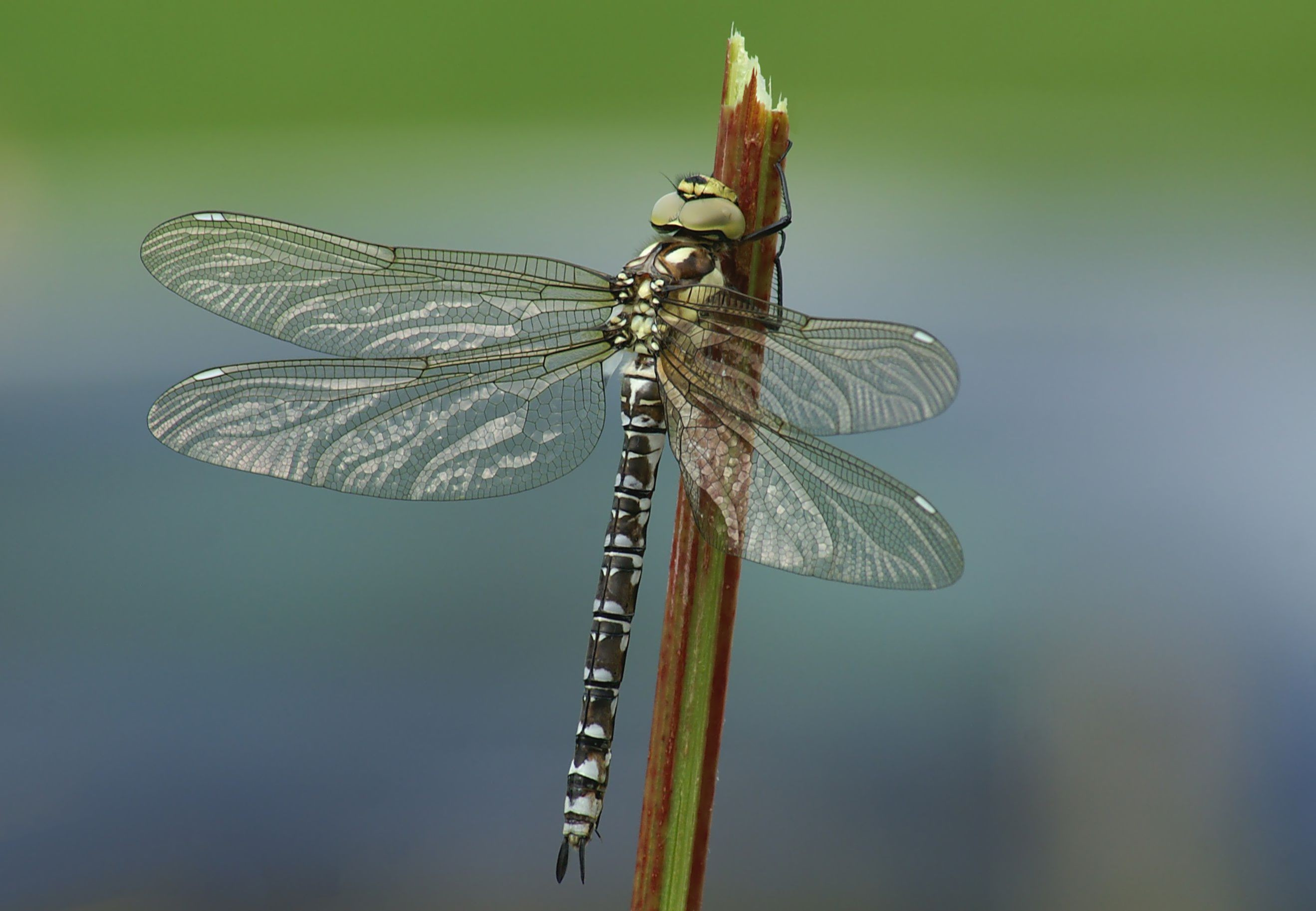
Asa dos insetos: adaptações anatômicas para o voo.

Adaptações anatômicas são aquelas que garantem diferentes estruturas morfológicas aos seres vivos (como asas para o voo, nadadeiras para a locomoção na água, dentes caninos desenvolvidos para predação, etc.) responsáveis pela adequação e distribuição desses indivíduos em vários ambientes distintos. Por exemplo, os peixes e as baleias são animais adaptados ao meio aquático, pois possuem estruturas corporais, isto é, adaptações anatômicas, que os permitem viver nesse ambiente. Da mesma forma, diferenças na dentição e no restante do sistema digestório de carnívoros e herbívoros são adaptações morfológicas (anatômicas) a esses hábitos alimentares.

### Adaptações Comportamentais

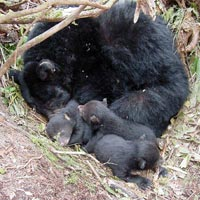
Ursos em período de hibernação.

Como o próprio nome sugere, as adaptações comportamentais são as que se relacionam com o comportamento dos seres vivos, seja para escapar de situações desfavoráveis como o frio ou a seca, seja para garantir maior sucesso reprodutivo, seja para garantir fonte de alimento, seja para proteção contra predadores, dentre outros fatores. Para ilustrar, a hibernação é uma forma de adaptação comportamental ao frio do inverno, período normalmente marcado pela baixa disponibilidade de alimento, tornando a atividade reprodutiva, por exemplo, inviável - visto que essa requer gasto energético. Assim, determinados animais hibernam para sobreviverem a esse período desfavorável.

## Adaptação e Seleção Natural
Segundo a teoria evolutiva de Darwin, a única explicação para a adaptação seria o processo de seleção natural. Todas as alternativas apresentadas a esse processo por pensadores, como Lamarck e Paley, não funcionam ou são implausíveis para explicar a adaptação cientificamente.

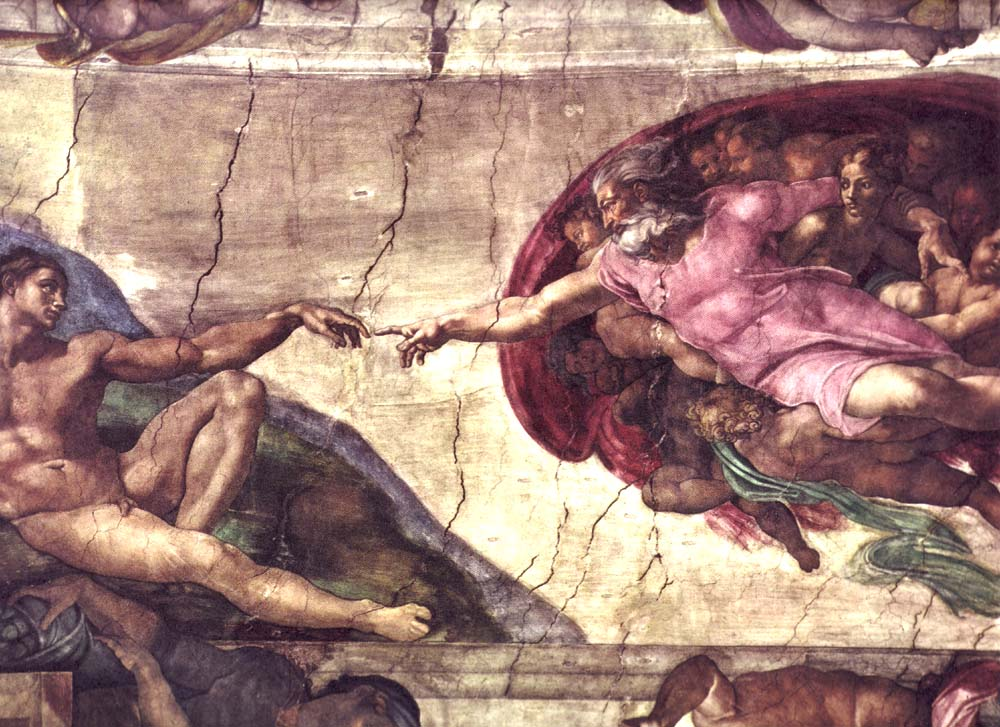
Pintura do artista Michelangelo, "A Criação de Adão". Na visão da teologia natural um ser sobrenatural teria criado todas as adaptações existentes nos seres vivos.

A teologia natural tem sua explicação baseada em um agente sobrenatural onipotente e, para tal agente, é aceitável que tenha criado todas as coisas bem-adaptadas ao meio em que vivem, pois ele é altamente complexo para isso. No entanto, a explicação teológica (criacionista) não apresenta evidências embasadas no conhecimento científico; não há como explicar um Criador sobrenatural. A teologia natural, logo, é não-explicativa, por isso não justifica a adaptação. Organismos vivos se encontram bem-ajustados ao meio em que estão, porque ao longo de suas histórias evolutivas, sofreram ação de pressões seletivas e os que apresentaram uma melhor aptidão devido a suas características, foram selecionados (escolhidos).
O “lamarckismo” também não explica por si só a evolução da adaptação. Desde o fim do século XIX, já é aceite no meio científico que os caracteres individuais adquiridos não são herdados, como foi proposto por Lamarck. Para entendermos o defeito teórico desse pensamento evolutivo, suponhamos que tais caracteres possam ser passados de pais para filhos. Assim, se uma zebra, por exemplo, tem de correr para fugir de seu predador, as zebras atuais deveriam ter pernas com músculos mais fortes para corrida do que seus ancestrais, pois esse caráter passaria de geração em geração, até chegar aos indivíduos modernos. Com isso, as adaptações surgiram porque ao longo das gerações as zebras se tornaram corredores mais especializados. Porém, como apresentado pelo pensamento das mutações dirigidas, músculos não se tornam fortes automaticamente por algum fator físico (esse argumento é uma suposição de que isso aconteça, não é explicativo). Algum mecanismo adaptativo preexistente deveria explicar o fato de que, ao serem exercitados, os músculos se tornam mais fortes. O “lamarckismo”, portanto, apenas supõe que alguma força leve a mudanças, cujas consequências seriam as adaptações. Para que a ideia de Lamarck fosse completa, ele deveria fazer uso de outra teoria para explicar a adaptação, como por exemplo, a seleção natural ou o criacionismo.
A problemática das teorias de mutações dirigidas é que a variação que geram diferentes adaptações é direcionada, ou seja, as mudanças ocorrem para melhorar as adaptações. Porém, as mutações são aleatórias e não surgem porque os indivíduos precisam se adaptar a determinada circunstância. Assim, por serem aleatórias, as mutações irão gerar diferentes variações, com diferentes aptidões, e a seleção natural irá agir escolhendo os indivíduos mais bem adaptados. É ação da seleção natural a direção adaptativa na evolução, não das mutações.
Podemos considerar, então, que a seleção natural seja o único processo que, em princípio, causa adaptação e o único que funciona como teoria científica, não se baseando em suposições e nem em entidades sobrenaturais não-explicativas.

### Adaptações complexas

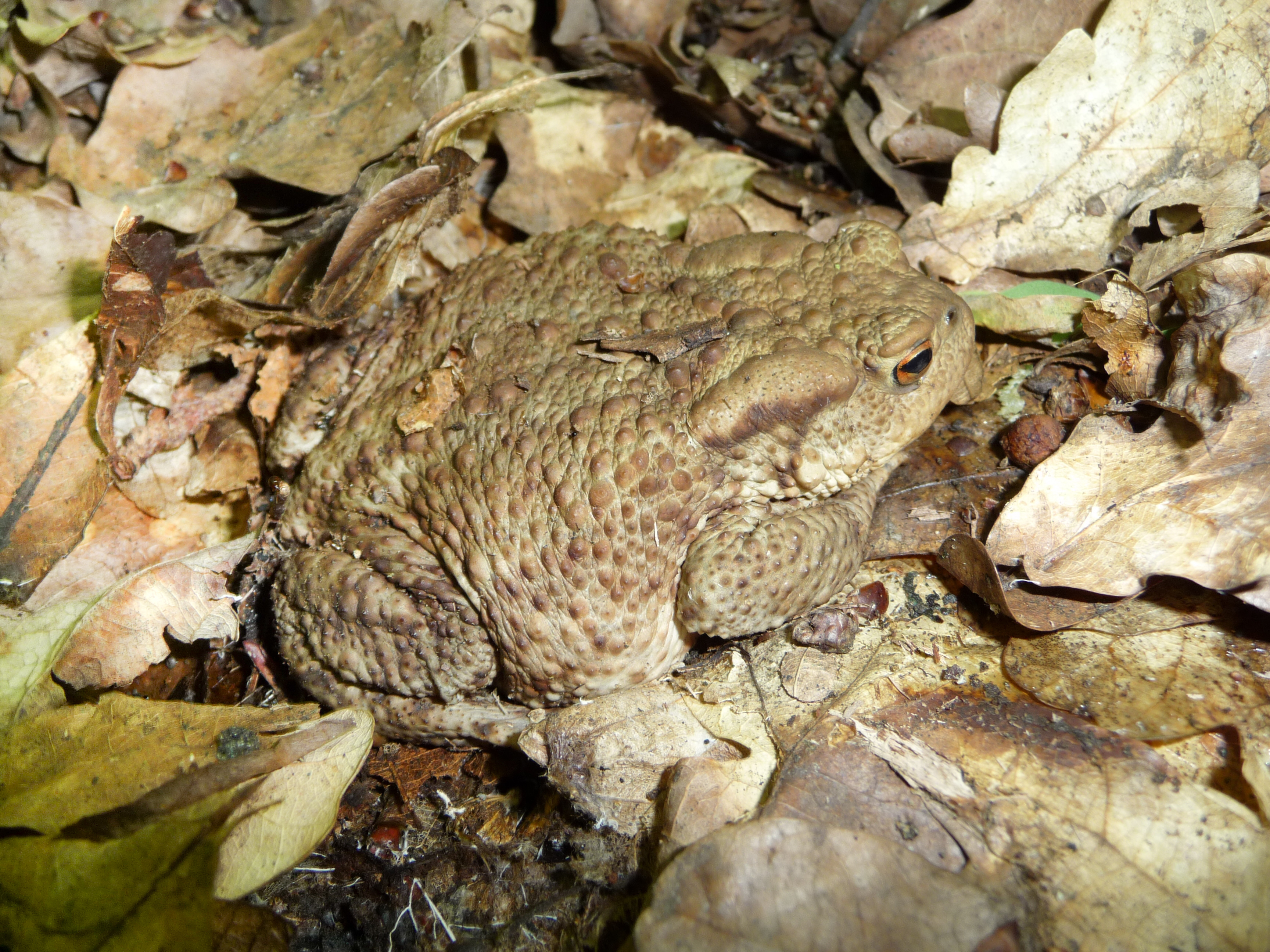
Sapo camuflado em meio à folhas secas.

As adaptações simples, como por exemplo, a camuflagem de determinados animais, que podem ocorrer por mudanças na coloração externa em relação ao meio, são perfeitamente explicadas pela seleção natural. Os indivíduos que não se encontram camuflados, normalmente, são facilmente reconhecidos pelos predadores e, assim, a seleção atua aumentando a aptidão dos indivíduos camuflados, que neste caso, são melhores adaptados contra a predação.
Este mesmo argumento encontra um problema ao lidar com adaptações mais complexas, que estão adaptadas ao ambiente em muitos aspectos independentes. Para tais adaptações, a visão “gradualista” é uma alternativa: Darwin dizia que essas características de maior complexidade na verdade surgiam por meio de muitos passos pequenos durante a evolução e essas pequenas mudanças seriam semelhantes às mudanças que ocorriam nas adaptações simples. Caso a evolução dessas adaptações complexas não fosse gradual, seria necessário um processo abrupto, em único passo, para gerá-las. Dessa forma, um órgão complexo adaptado a uma determinada situação, teria evoluído em pequenos passos, isto é, com estágios intermediários, sendo que todos foram vantajosos para a característica em questão.

### Coadaptações

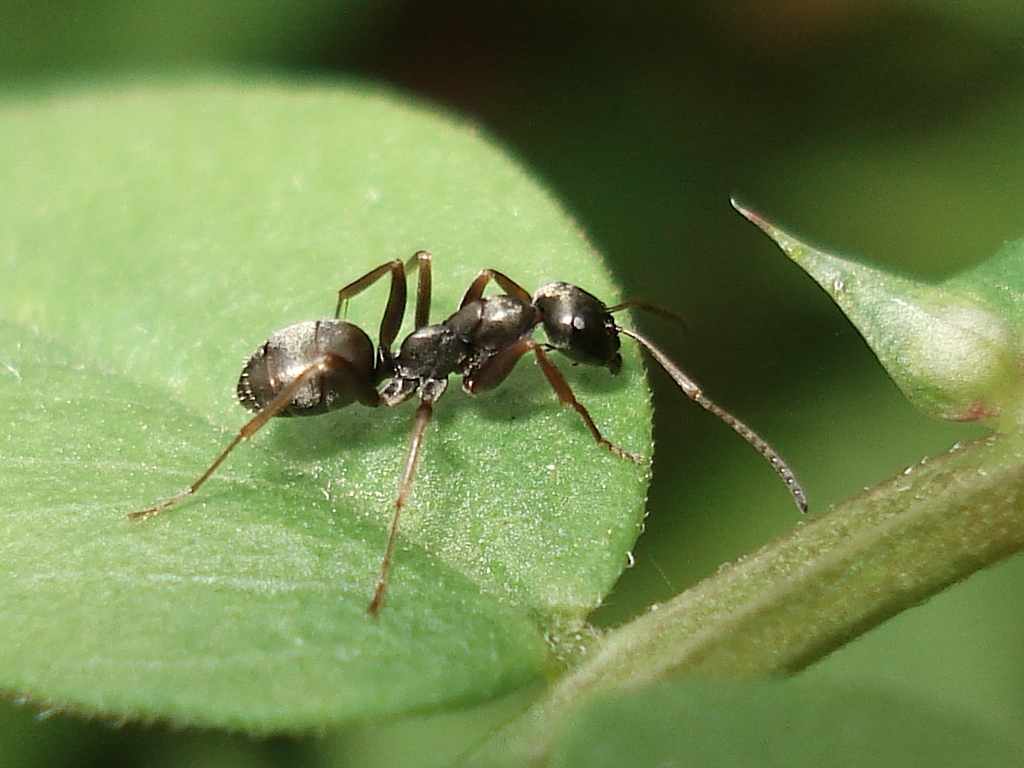
Formica fusca.

Coadaptação significa que ocorreu uma adaptação recíproca (mútua) entre dois fatores, que podem ser representados por dois genótipos, duas espécies ou duas partes de um determinado organismo. Um exemplo, para o entendimento desse conceito, é a coadaptação entre a espécie de formiga Formica fusca e a larva da borboleta da espécie Glaucopsyche lygdamus. As lagartas dessa espécie possuem órgãos especializados na produção de um líquido adocicado que, ao que tudo indica, parece ter sido desenvolvido para alimentar a formiga em troca de proteção contra parasitas (vespas e moscas), como proposto nos estudos de Pierce e Mead (1981). A lagarta sozinha se torna indefesa contra esses parasitas, mas as formigas são como guardiãs que lutam com os parasitas de suas lagartas. Esse exemplo representa uma relação interespecífica denominada de mutualismo, em que duas espécies se encontram estritamente adaptadas umas às outras.

Modelo de Nilsson e Pelger (1994) para a evolução do olho (os números à direita representam a quantidade de mudanças que foram necessárias para cada etapa).

Outro exemplo seria de coadaptação, num sentido diferente do exemplo anterior, é o olho. As adaptações que levaram ao surgimento desse órgão são complexas, pois ocorreram em mais de uma de suas partes. Contudo, há divergência de opiniões em relação a esse exemplo. Alguns críticos da seleção natural sugerem que uma mudança em uma parte do olho, como a distância da retina à córnea, implicaria em mudanças simultâneas - durante o processo evolutivo - em outras partes, como a forma do cristalino; portanto, tal fato não poderia ser uma adaptação explicada pela seleção. Entretanto, para os seguidores das ideias de Darwin, a explicação para o fato é que diferentes partes poderiam ter mudado (evoluído) de modo independente e gradual por ação da seleção natural (não seriam necessárias adaptações ocorrendo ao mesmo tempo em todas as partes). Um estudo feito por Nilsson e Pelger em 1994, baseado em um modelo de computador, serviu para confirmar o argumento de Darwin. Com esse modelo, Nilson e Pelger conseguiram ilustrar as adaptações na evolução do olho: inicialmente tinha-se uma camada de células fotorreceptoras que, ao passar por várias adaptações, evoluíram em um órgão complexo com diferentes partes. Esse estudo serviu para concluir que mudanças adaptativas graduais, ao passarem pelo processo de seleção natural, podem gerar estruturas complexas.

### Adaptação e os níveis de seleção
As adaptações ao evoluírem pela seleção natural podem beneficiar entidades biológicas em diferentes níveis de organização: genes, células, organismos, espécies, etc. Com isso, uma adaptação que traga um benefício para uma população de uma determinada espécie, não necessariamente será boa para o indivíduo. Tendo isso em vista, vários biólogos evolucionistas possuem interesse em saber qual é a unidade de seleção, uma vez que o nível em que esta força evolutiva atua é importante para formação de hipóteses sobre os eventos que geram as das adaptações e para entender porque as adaptações evoluem.

## Origem de novas adaptações
As novas adaptações, segundo a visão “gradualista” de Darwin, evoluem em pequenos passos, através de características, padrões de comportamento, células ou moléculas que já existiam. Existe, então, uma continuidade (correlação) entre as formas de adaptação observadas atualmente e as que estavam presentes em indivíduos ancestrais. Por esse motivo, uma estrutura ancestral pode ter se tornado tão complexa, por meio da evolução adaptativa, que ao ser observada é considerada como uma novidade evolutiva. Logo, algo que classificamos como sendo “novo” pode ser resultado de modificações (adaptações) cumulativas em estruturas preexistentes.

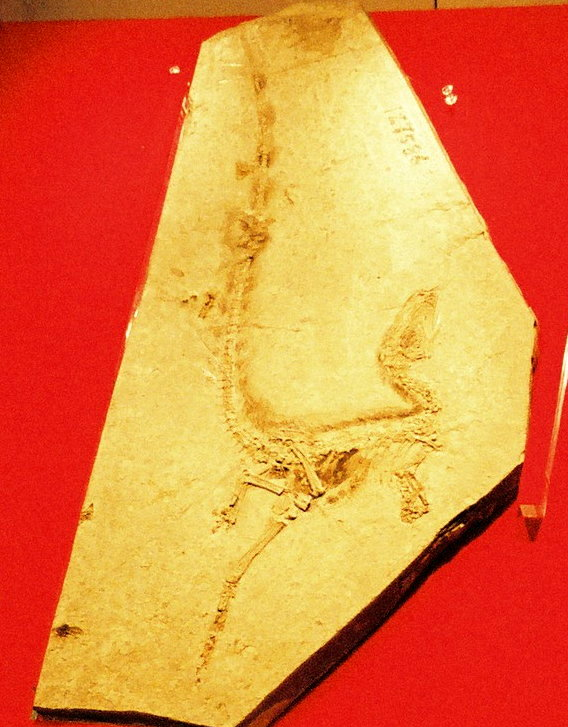
Fóssil de Sinosauropteryx, o primeiro dinossauro com penas.

Podemos definir 3 formas para a evolução de novas adaptações: adaptações que ocorrem por mudanças em estruturas cuja função não foi alterada, como por exemplo, o olho, que apesar de ter sido aperfeiçoado por modificações adaptativas, continuou sendo um órgão sensorial para percepção de luz; por mudanças de função, quando estruturas pré-adaptadas evoluem e através de combinação de partes já existentes, as quais não apresentam uma relação entre si.

### Pré-adaptação
O termo pré-adaptação refere-se aos casos em que certas estruturas, ao sofrerem pequenas mudanças adaptativas em virtude do processo evolutivo, substituem sua função original (à qual estavam adaptadas) por uma nova função.
Exemplos clássicos de pré-adaptação são as penas das aves e as pernas dos tetrápodes. No primeiro caso, podemos observar que as penas das aves modernas são estruturas bem-adaptadas ao voo desses animais. Porém, uma recente descoberta de fósseis na China (Prum e Brush, 2002), descritos como sendo de dinossauros não aviários que possuíam penas rudimentares, mudou esse quadro. A hipótese mais aceita em relação a esse caso é de que, provavelmente, nesses dinossauros as penas tinham funções diferentes do voo, talvez de termorregulação corporal ou de exibição (para atração de parceiro sexual, por exemplo) - como ainda verificamos hoje em dia nas aves. Portanto, é provável que essas estruturas não evoluíram inicialmente como uma adaptação ao voo, fato que só ocorreu mais tarde, com o surgimento dessa função nas aves.

Esquema da asa de uma ave, representando os diferentes formatos de penas.1-Remiges primárias; 2-Penas de cobertura primárias; 3- Álula; 4-Remiges secundárias; 5,6 e 7-Penas de cobertura secundárias; 8-Remiges terciárias e 9-Escapulares.

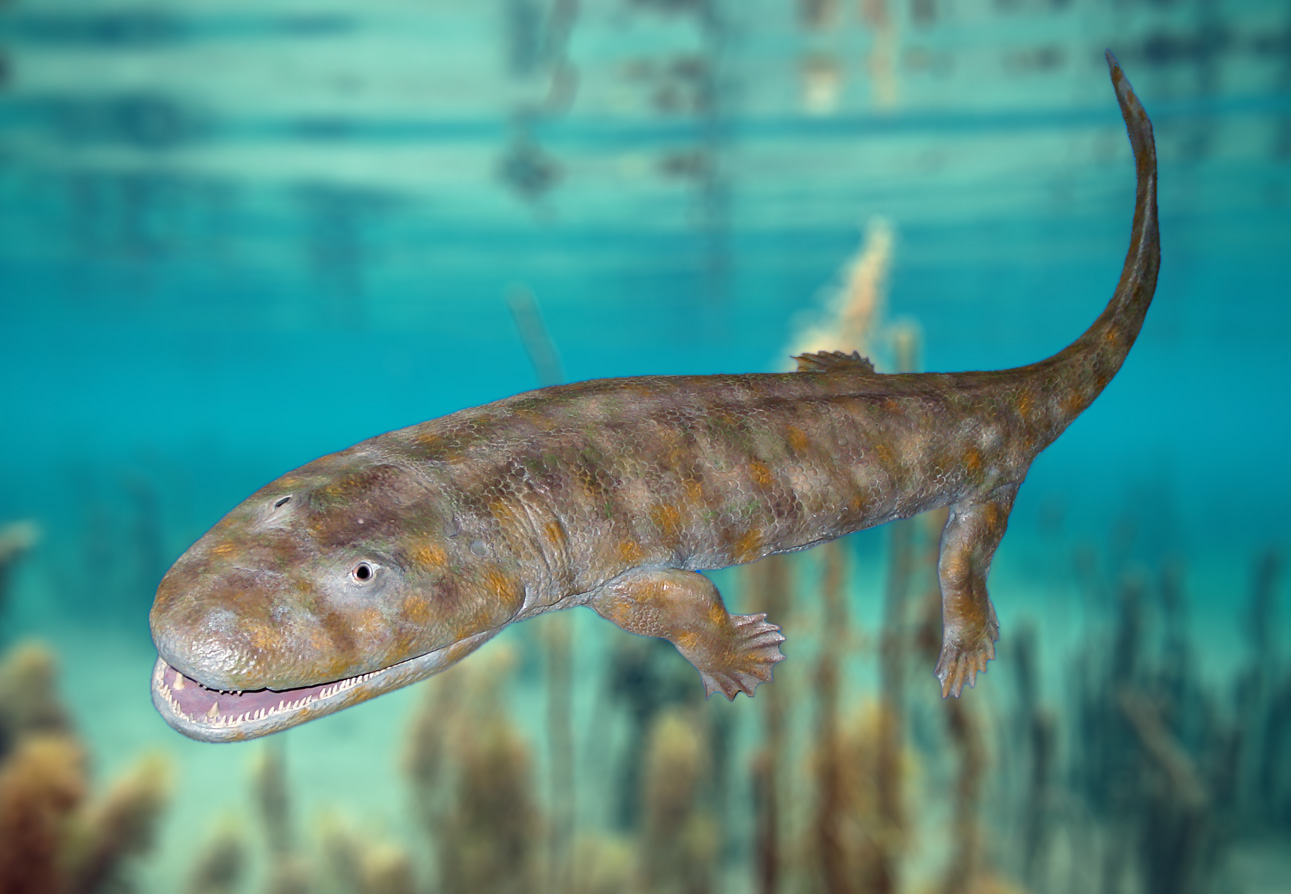
Reconstituição gráfica do Acanthostega.

No segundo exemplo, as pernas, que são adaptações evoluídas a partir do surgimento dos tetrápodes, quando esses começaram a ocupar o ambiente terrestre. Os tetrápodes são um grupo de animais que surgiram a partir de uma linhagem de peixes de nadadeiras lobadas (sarcopterígeos) e que apresentam quatro pernas ou, como em nosso caso, quatro membros. As pernas foram utilizadas durante a evolução desses animais para possibilitar a locomoção em terra. Todavia, a evidência fóssil sugere que esses membros, na verdade, se originaram no ambiente aquático e eram usados para o nado sob a água. Essa hipótese se baseia na observação de fósseis que datam de 360 milhões de anos, como o fóssil de Acanthostega, um animal semelhante aos peixes, que teria sido um dos primeiros tetrápodes a surgir. Assim, a estrutura óssea das nadadeiras, presentes nos peixes para o movimento na água, evolui e se adaptou para caminhada em terra. Ambos os exemplos, portanto, servem para ilustrar a definição do termo pré-adaptação.

### Adaptação por combinação
Como dito anteriormente, uma das formas de novas adaptações surgirem por evolução é a combinação de estruturas preexistentes não relacionadas entre si. Consideremos, para esse caso, o leite produzido pelos mamíferos para alimentação de seus filhotes nos primeiros meses de vida. Umas das adaptações inovadoras originadas nesse grupo de animais e que está associada com a lactação (produção de leite) foi a enzima lactose sintetase, de fundamental importância na reação bioquímica de conversão da glicose - um carboidrato mais simples - em lactose – um carboidrato composto presente na composição do leite.
O que nos interessa aqui é a estrutura molecular da lactose, formada pela união de duas outras enzimas: a galactosil transferase, que atua no complexo de Golgi de células eucarióticas, e a α-lactoalbumina, que por sua vez, está associada a uma enzima que os vertebrados utilizam na defesa contra bactérias. Apesar dessas enzimas não estarem relacionadas entre si, a novidade evolutiva da adaptação dos mamíferos para a lactação foi resultado da combinação dessas duas moléculas, para gerar a lactose sintetase. Esse fato exemplifica, portanto, a adaptação originada por combinação de partes distintas, preexistentes e sem relação.

## Imperfeição da adaptação
Na natureza, a princípio, todas as adaptações existentes podem parecer perfeitas. Essa colocação, no entanto, não está totalmente correta: o que se tem na verdade é uma tendência a um ajustamento mais harmônico, pois as adaptações ao evoluírem e passarem pela seleção natural terão um melhoramento progressivo na sua “qualidade”, caso exista variabilidade genética que permita essa evolução.
Além disso, em determinados casos, algum tipo de característica evoluída pode apresentar-se como sendo defeituosa para um organismo, isto é, imperfeita. Isso se torna possível por que os espaços de tempo, as restrições e o intercâmbio de funções podem tornar tais características adaptativas imperfeitas.

### Imperfeição pelo tempo

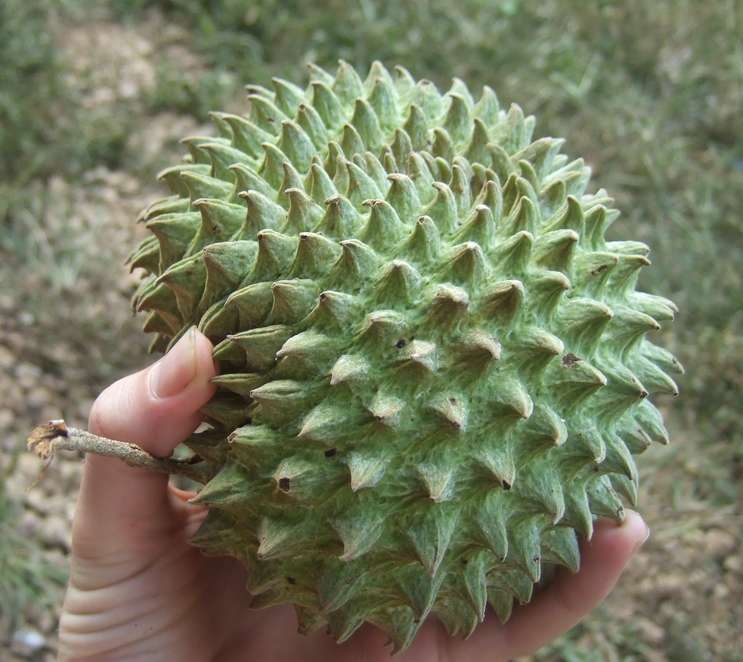
Fruto de Annona purpurea.

As adaptações podem ser imperfeitas porque a evolução promovida pela seleção natural é lenta. Dessa forma, caso a seleção não consiga acompanhar o ritmo das mudanças no ambiente de uma determinada espécie, a adaptação será imperfeita. Um exemplo ilustrativo seriam plantas que apresentam um fruto adaptado, ao longo do tempo, a um determinado animal que, devido grandes mudanças evolutivas na fauna local, foi extinto. As adaptações desse fruto seriam, por esse motivo, uma imperfeição para o vegetal, pois sua dispersão não será realizada pelos membros da nova fauna. Os frutos da planta da espécie Annona purpureailustram o exemplo apresentado: possivelmente eles serviam de alimento para grandes herbívoros que foram extintos há 10 mil anos.

### Imperfeição por restrição
Muitas das vezes algumas adaptações são imperfeitas porque há restrições que não as permitem evoluir para uma forma melhorada. Essas restrições podem atuar no gene, no desenvolvimento ou estarem associadas com a história evolutiva dos organismos (os ancestrais possuíam uma adaptação que evolui numa direção “errada” e, por isso, os descendentes modernos as possuem imperfeitas).

### Imperfeição por funções múltiplas
Algumas adaptações podem parecer imperfeitas por apresentar um intercâmbio de funções. É o caso de vários órgãos que são adaptados a para várias funções. Assim, quando o analisamos isoladamente para verificar sua eficiência como adaptação para uma das funções, poderemos ter a impressão de que tal estrutura foi mal projetada (é uma adaptação imperfeita). Porém, o padrão correto de avaliação da adaptação, neste caso, está relacionado com a atuação desta nas múltiplas funções que apresenta.

## Estudo das adaptações
O estudo das adaptações é realizado para determinar se um caráter analisado é adaptativo ou não. Para isso, são necessários alguns passos considerados importantes: o primeiro passo é considerar as variantes (cor, forma, etc.) a serem estudadas em um determinado caráter; o segundo é criar uma hipótese ou um modelo sobre a função desse caráter e, o terceiro, testar tal hipótese para verificar se são válidas ou não.

### Métodos de estudo das adaptações
Existem três métodos que são utilizados empiricamente para testar as hipóteses sobre uma determinada adaptação e são estes: a previsão da hipótese, o método experimental e o método comparativo.
- Previsão da hipótese: se baseia simplesmente na verificação de se a forma real da adaptação de um caráter, do modo como está na natureza, apoia ou rejeita a hipótese. Caso essa seja rejeitada é porque apresenta algum erro.

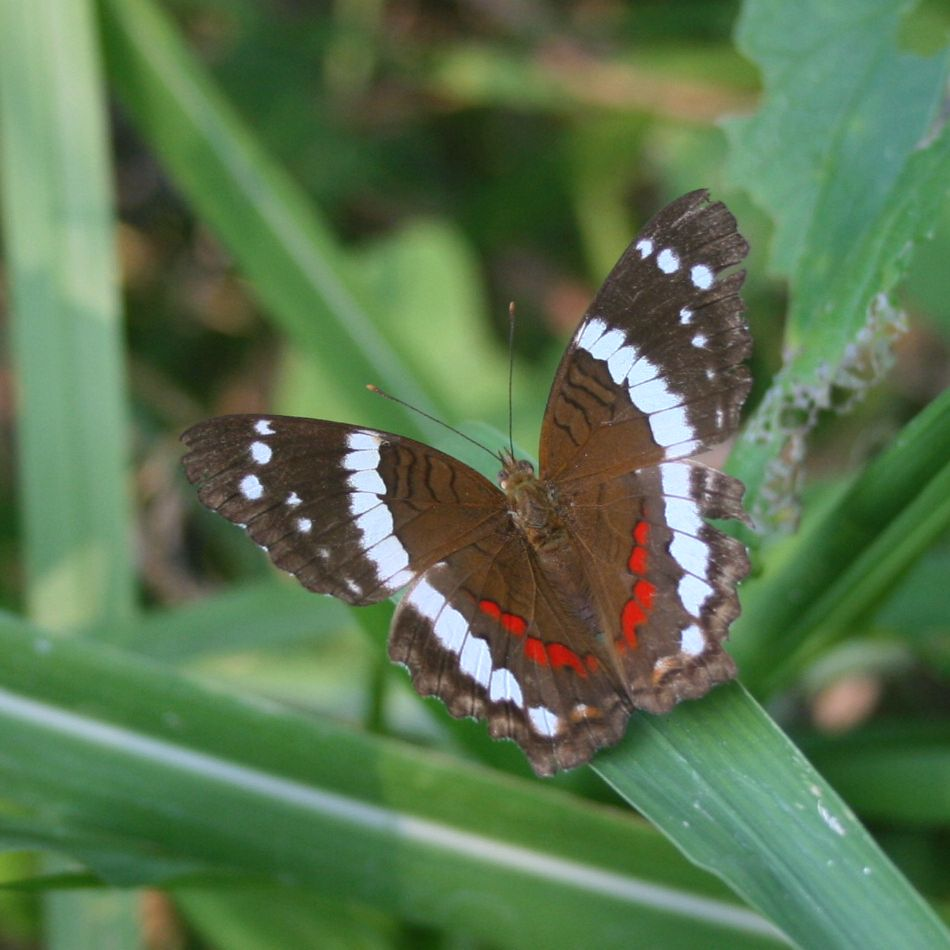
Borboleta da espécie Anartia fatima.

- Método experimental: quando passíveis de realização, os experimentos representam uma forma poderosa para se testar uma hipótese. Assim, podemos inferir uma hipótese sobre uma adaptação em alguns animais e desenvolver experimentos que nos mostre, em seus resultados, se a hipótese era válida ou não. Um exemplo foi o estudo de Silberglied et al. (1980) que utilizou a espécie de borboleta Anartia fatima para testar a hipótese de que as listras presentes nas asas desses insetos eram uma adaptação para camuflagem. Os autores do experimento cobriram as listras das asas dessas borboletas com tinta e observaram que o ataque de predadores ocorria do mesmo modo que nas espécies usadas como controle. Assim, a hipótese foi rejeitada pelo teste experimental.
- Método comparativo: esse método consiste no exame entre espécies diferentes para o estudo da evolução de uma determinada adaptação. Pode ser utilizado quando a hipótese supõe, que em determinadas espécies, uma adaptação assumo diferentes formas. Um exemplo seria testar o formato de um determinado órgão em várias espécies, para verificar se está adaptado para mesma função ou não.

Ao se estudar adaptações, portanto, nenhuma hipótese em relação ao significado de um comportamento, ou de qualquer outra característica, deve ser aceita sem que testes empíricos tenham sido aplicados para avaliá-las como sendo válidas ou não.

### Problemas no reconhecimento das adaptações

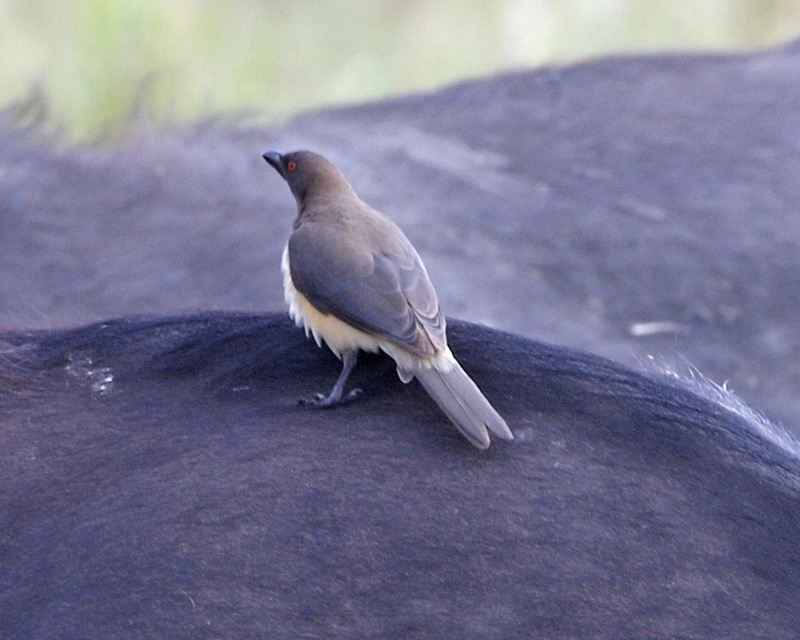
Búfago.

Existem algumas observações que devem ser consideradas quando estudamos as adaptações:
- Nem sempre a diferença que se verifica entre populações ou espécies é adaptativa; as mutações que as causam podem ter-se fixado pela deriva genética;[5]

- Não são todas as características de um organismo que constituem uma adaptação. Por exemplo, os búfagos (pássaros que se alimentam dos carrapatos que parasitam búfalos), durante sua alimentação, podem encontrar um parceiro potencial para se reproduzir. Porém, necessariamente, esse comportamento adaptativo não evoluiu por causa da oportunidade de acasalamento;
- Como discutido anteriormente, nem todas as adaptações são perfeitas. Para exemplificar, plantas que adaptaram suas flores a um tipo específico de agente polinizador conseguiram garantir que não houvesse polinização cruzada com outra espécie; Por outro lado, visto que ambos se tornaram estritamente adaptados, esta planta corre o risco de ser extinta caso tal polinizador seja eliminado por ação de alguma pressão seletiva.

Por isso, fazer uso dos métodos de estudo das adaptações é de fundamental importância para
a avaliação dos caracteres adaptativos, pois eles possibilitam a obtenção de informações mais precisas e próximas da realidade do processo evolutivo das adaptações.